# Eryngium falcifolium
Eryngium falcifolium är en flockblommig växtart som beskrevs av Bruno Edgar Irgang. Eryngium falcifolium ingår i släktet martornar, och familjen flockblommiga växter. Inga underarter finns listade i Catalogue of Life.